# Гомоэпитаксия
Гомоэпитаксия (автоэпитаксия) — процесс ориентированного нарастания вещества, не отличающегося по химическому составу от вещества подложки. Особенностью гомоэпитаксии является то, что кристаллические решетки подложки и растущего слоя практически не различаются между собой (имеется лишь небольшое различие периодов решетки, обусловленное различными концентрациями легирующего элемента). Это дает возможность получать эпитаксиальные слои с очень низкой плотностью дислокаций и других структурных дефектов.

## Примеры
- Получение кремниевых и германиевых n+-n и p+-p в технологии полупроводниковых материалов и интегральных схем.
- Ньюмен и Гольдшмит рассматривают получение слоя арсенида галлия из газовой фазы с помощью автоэпитаксии[2].